# 血と砂 (1922年の映画)
『血と砂』（Blood and Sand）は、1922年にパラマウント映画が製作し、フレッド・ニブロが監督し、ルドルフ・ヴァレンチノ、ライラ・リー、ニタ・ナルディが主演したアメリカ合衆国の白黒サイレントの恋愛映画である。
スペインの作家ビセンテ・ブラスコ・イバニェスが1908年に発表した同名小説、トーマス・カッシングによるその舞台化作品に基づいている。

## ストーリー
貧しい村に生まれた少年ファン・ガラルドは、成長してスペインで最も人気のある闘牛士の一人となる。幼なじみで美しく貞淑なカルメンと結婚するが、名声と富を得た後、裕福で魅惑的な未亡人ドナ・ソールに惹かれていく。
二人は激しい情事に発展するが、カルメンを裏切った罪悪感を抱くファンは、ドナ・ソールから避けるようになる。拒絶されて激怒した彼女は、車が壊れたことにしてファンの別荘に訪ねてくる。この時にファンを知っている盗賊が訪ねてきて、一緒に食事をする。翌朝、ドナ・ソールは二人の情事をカルメンとファンの母親に暴露し、ファンの結婚生活は破綻するかに見えた。
惨めな気分になり、ファンは闘技場でも集中できない中、友人になった盗賊が警察に射殺されるのを見て動揺し、闘牛に刺されてしまう。死の間際、彼はカルメンと和解する。

## キャスト
- ファン・ガラルド - 人気の闘牛士 : ルドルフ・ヴァレンティノ
- カルメン - ファンの妻 : ライラ・リー
- ドナ・ソール - 裕福な未亡人、ファンの愛人となる : ニタ・ナルディ
- ドン・ホセリート - 物語の進行役 : チャールズ・ベルチャー
- ドン・ホセ - ファンの裕福なパトロン : フレッド・ベッカー
- エル・ナシオナル - 友人の闘牛士 : ジョージ・フィールド
- ポタジェ - 人気の槍士 : ジャック・ウィン
- プルミタス - 賞金が掛かった盗賊 : ウォルター・ロング
- アントニオ - 馬具屋 : レオ・ホワイト
- エンカルナシオン - ファンの姉 : ロジータ・マルスティニ
- モライマ侯爵 - 優秀な牛のブリーダー : ジョージ・ペリオラ
- アングスティアス・ガラルド - ファンの母 : ローザ・ロザノヴァ
- プンティジェロ - ハリー・ラモント
- ガラバト - ファンの助手 : ギルバート・クレイトン
- ルイス博士 - 闘牛場の外科医 : シドニー・デ・グレイ

## 製作
映画「黙示録の四騎士 (1921年の映画)」で一夜にして全世界の女性を興奮させるスターにのしあがったルドルフ・ヴァレンティノは、その後も数本に主演したが所属していたメトロとは折り合いが悪くなった為、パラマウント映画に移り、映画「シーク (映画)」で再び大成功を収めた。しかし、その後の不本意な数本の役どころを不満に思ったヴァレンティノは「黙示録の四騎士」と同じ作家ビセンテ・ブラスコ・イバニェスの『血と砂』の映画化をパラマウントに申し入れて、製作されることになった。